# Cosmos 202
Cosmos 202 (en cirílico, Космос 202) fue un satélite artificial militar soviético perteneciente a la clase de satélites DS (el cuarto y último de tipo DS-U2-V) y lanzado el 20 de febrero de 1968 mediante un cohete Cosmos-2I desde el cosmódromo de Kapustin Yar.

## Objetivos
La misión de Cosmos 202 fue de carácter militar y permanece secreta, aunque originalmente la Unión Soviética declaró que se trataba de una misión para estudiar la atmósfera superior y el espacio exterior.

## Características
El satélite tenía una masa de 400 kg (aunque otras fuentes indican 325 kg) y fue inyectado inicialmente en una órbita con un perigeo de 210 km y un apogeo de 488 km, con una inclinación orbital de 48,4 grados y un periodo de 91,42 minutos.
Cosmos 202 reentró en la atmósfera el 24 de marzo de 1968.